# Skålltorps naturreservat
Skålltorp är ett naturreservat i Skara kommun i Västra Götalands län. 
Området är skyddat sedan 2009 och omfattar 15 hektar. Det ligger ca 2 kilometer norr om Axvall och består mest av hagmarker och fuktiga sumpskogar. 

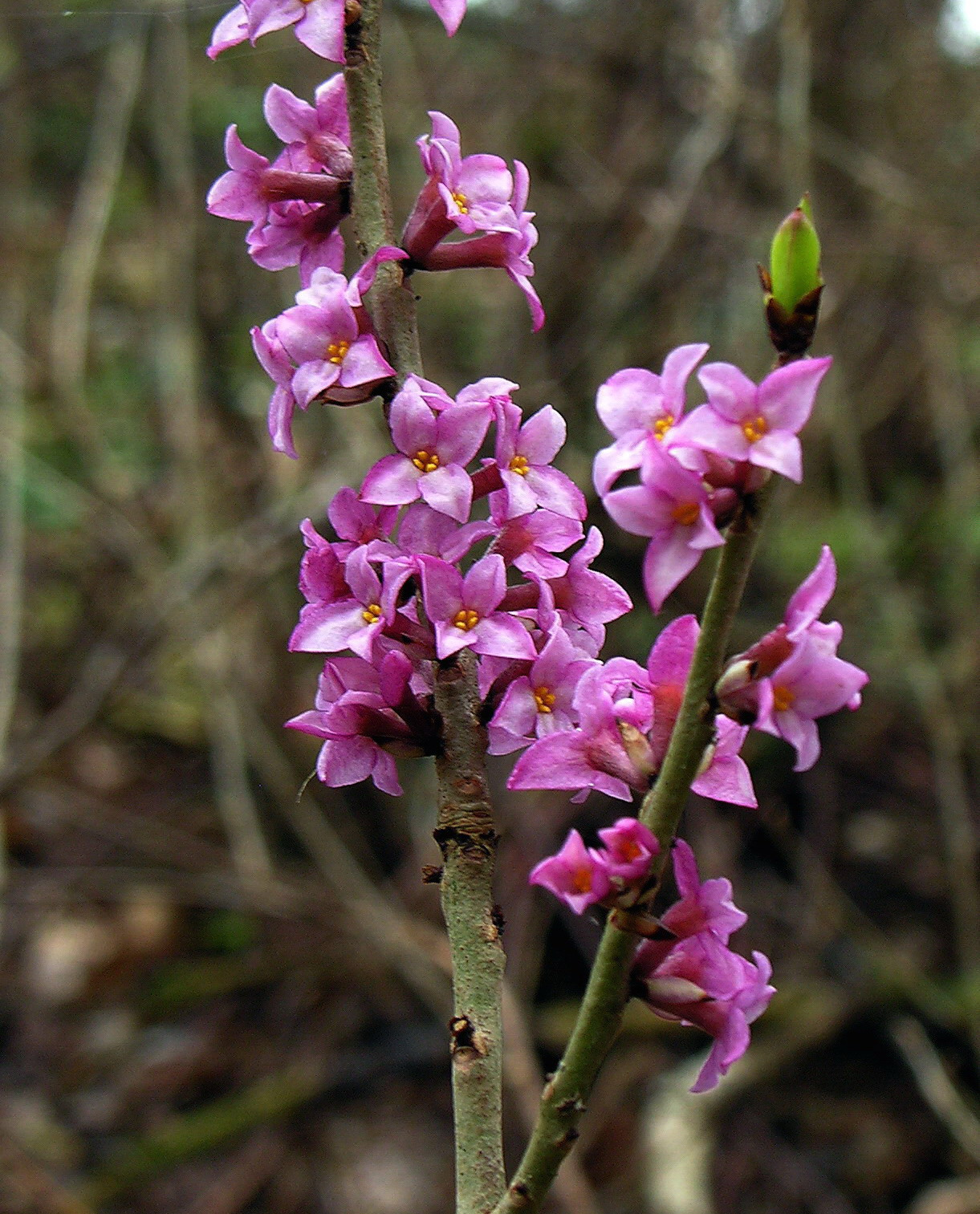
Tibast

I de tidigare betesmarkerna växer många grova ekar. De är viktiga för många hotade insekter och lavar. Växten tibast förekommer i reservatet. Längs två bäckar växer sumpskogar med aspar och alar. Längst i söder finns en damm. 